# Баконина, Людмила Михайловна
Людмила Михайловна Баконина (в замужестве Минеева) (25 ноября 1955 года, Москва, СССР) — фигуристка из СССР, трёхкратная чемпионка СССР 1974, 1975 и 1978 годов в женском одиночном катании. Мастер спорта СССР, судья международной категории.
Мастерство спортсменки развивалось постепенно: она закрепилась в списке ведущих фигуристов только к 16 годам, когда многие её соотечественницы в то время заявляли о себе на большой арене намного раньше — в 12—13 лет. На Спартакиаде народов СССР 1978 выиграла без тройного прыжка.
После окончания спортивных выступлений была с 1979 года солисткой Московского государственного ансамбля «Балет на льду», в 1995-1996 годах солисткой ледового театра Татьяны Тарасовой. Людмила Баконина окончила в 1995 году ГЦОЛИФК. В настоящее время — тренер-преподаватель отделения фигурного катания Училища Олимпийского резерва имени А.Я. Гомельского.

## Спортивные достижения
| Соревнования/Сезоны  | 1972-73 | 1973-74 | 1974-75 | 1975-76 | 1976-77 | 1977-78 |
| -------------------- | ------- | ------- | ------- | ------- | ------- | ------- |
| Чемпионаты мира      |         | 18      | 15      |         |         |         |
| Чемпионаты Европы    |         |         | 14      |         |         |         |
| Чемпионаты СССР      | 3       | 1       | 1       | 3       | 2       | 1       |
| «Московские новости» |         | 2       | 2       |         | 2       |         |